# Charles du Liscouët
Charles du Liscouët (mort le 14 mars 1614) est un religieux français qui fut évêque de Cornouaille de 1583 à 1614.

## Biographie
Charles du Liscouët ou Liscoët est le fils cadet de Pierre du Liscoët, seigneur de Coëtnempan et de Béatrix Barbier de Kerjean. Il est évêque de Cornouaille. Pendant la ligue, Liscouët, frère de François, seigneur de Coëtnempan, président de la sénéchaussée et partisan du roi, est suspect de ce fait aux  Ligueurs mais aussi aux royalistes du fait de sa fonction d'évêque il finit par se ranger du côté de la Ligue et assiste aux États de Nantes de 1591 mais il se retire ensuite à Concarneau

## Héraldique
La famille du Liscoët porte d'argent au chef de gueules chargé de sept billettes d'argent, posées 4 et 3.